# Načetínský potok
Načetínský potok je hraniční vodní tok mezi Českou republikou a Německem v Krušných horách v Ústeckém kraji. Pramení v okrese Chomutov v národní přírodní rezervaci Novodomské rašeliniště západně od Jeleního vrchu v nadmořské výšce 825 m n. m. Potok měří 17,9 km, jeho povodí má rozlohu 84,2 km² a průměrný průtok v ústí je 1,1 m³/s.
Od pramene potok teče asi 1,5 km k severu a potom se obrací na severovýchod. Protéká Načetínským rybníkem a za Načetínem se stává hraničním tokem, kterým je až ke svém ústí. Ze severu obtéká Kalek a potom pokračuje severním až severovýchodním směrem k zaniklé vsi Gabrielina Huť, ze západu míjí Brandov a v zaniklém Zeleném Dole se vlévá do Flájského potoka v nadmořské výšce 475 metrů.
Pojmenovanné pravostranné přítoky jsou Bílý potok v Kalku, Luční potok, Kovářský potok, Bystřička a Telčský potok v Gabrielině Huti, který je z nich největší.
V údolí potoka mezi Kalkem a Brandovem stojí na německé straně několik starých průmyslových objektů. Na přelomu 13. a 14. století stával u Brandova na strmé Loupežnické skále blíže neznámý brandovský hrad.

## Galerie

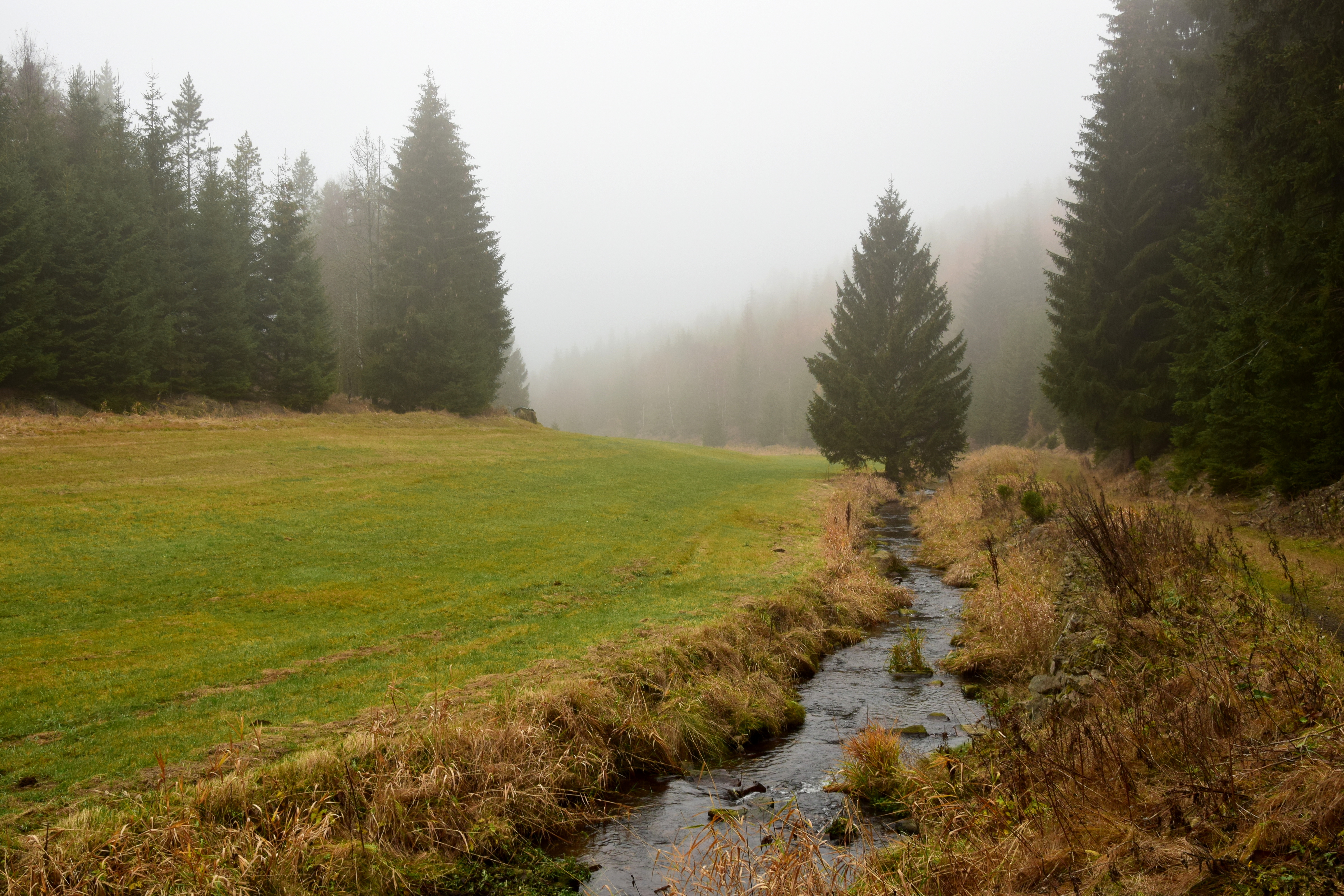
Údolí Načetínského potoka
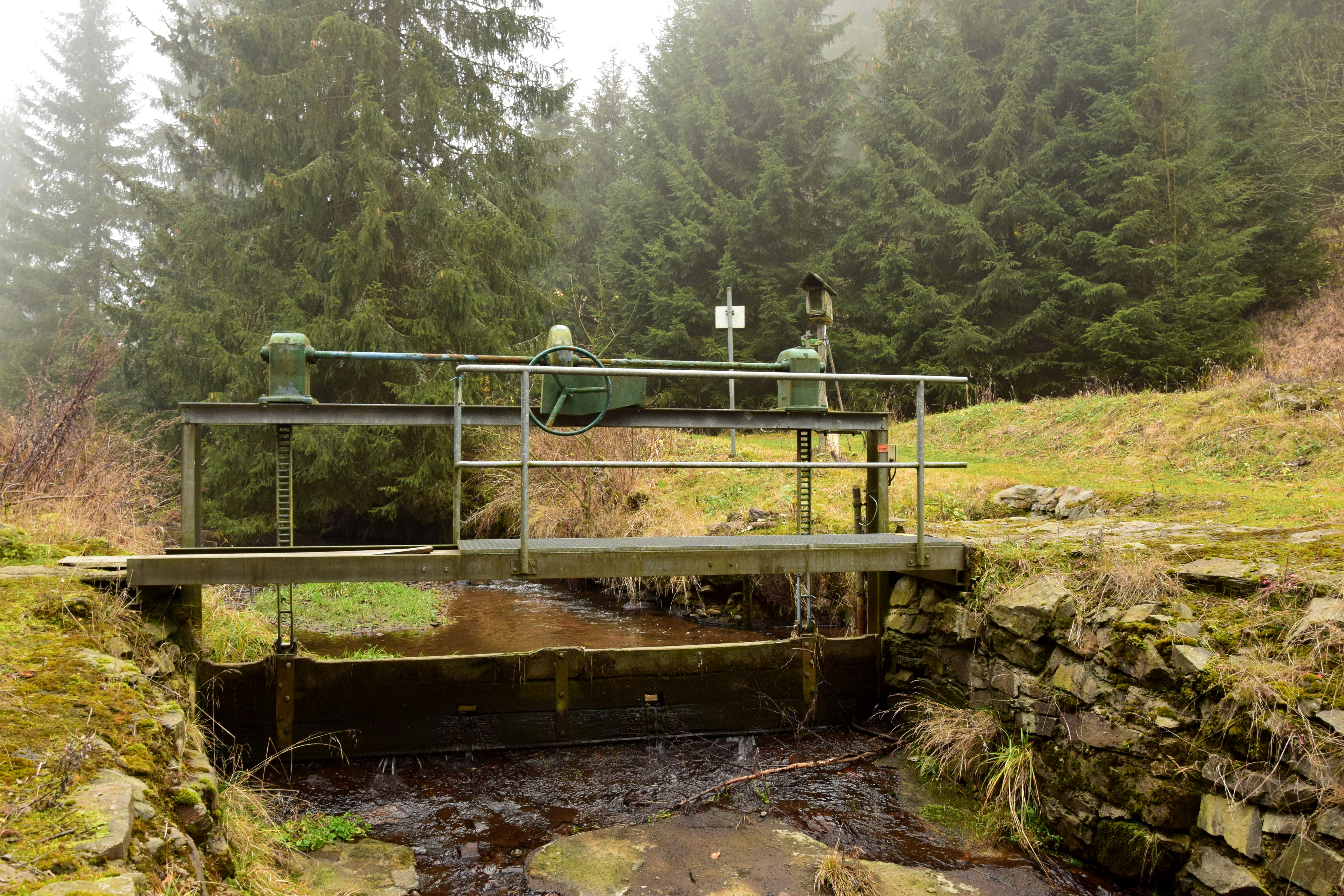
Jez
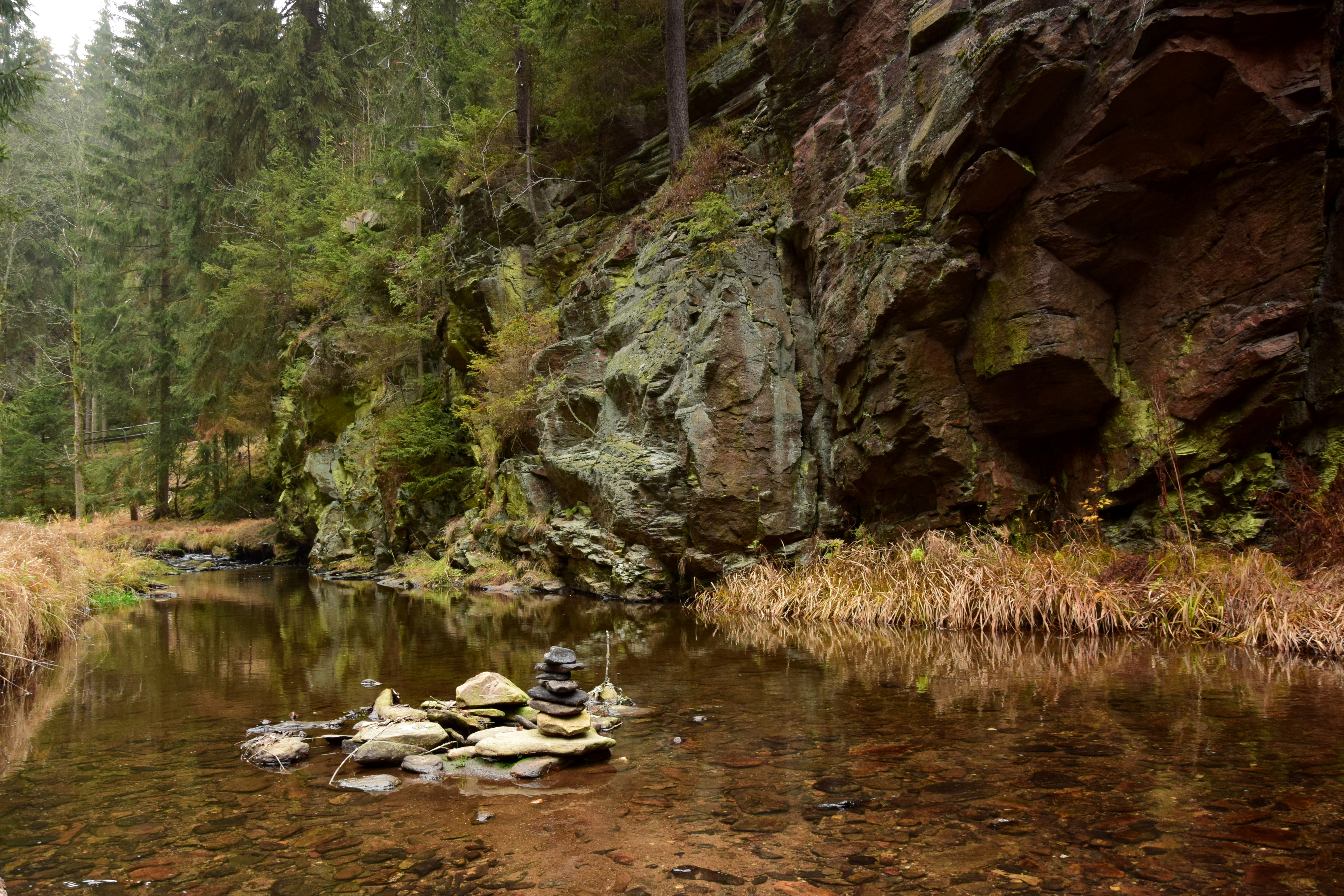
Skalní útvar nad soutekem s Telčským potokem
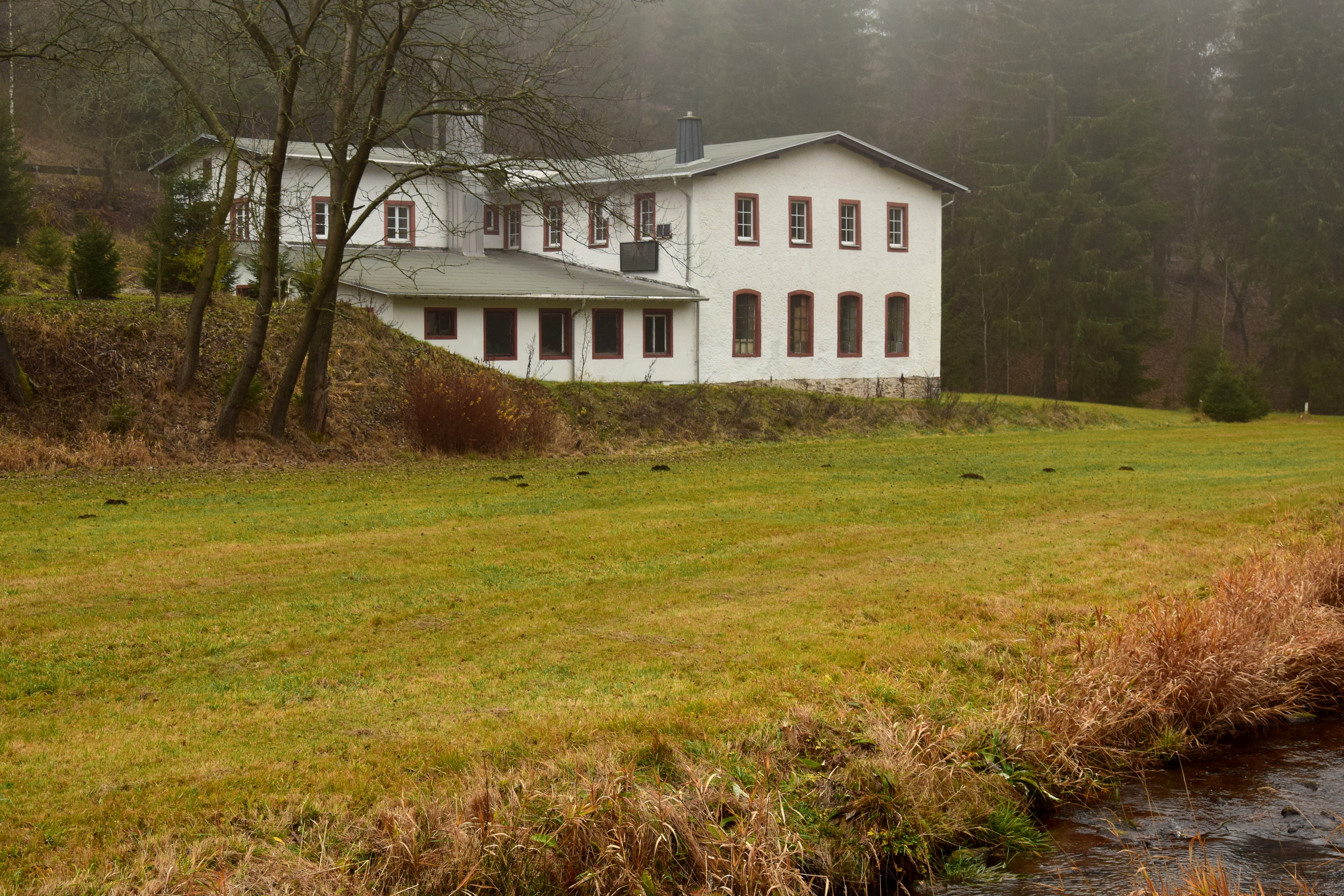
Bývalý průmyslový objekt v údolí